# 도운역
도운역(일본어: 東雲駅)은 일본 홋카이도 가미카와 군 가미카와 정에 위치한 홋카이도 여객철도 세키호쿠 본선의 철도역이다. 역 번호는 A42이며, 단선 승강장 1면 1선의 구조를 갖춘 지상역이다.

## 역 주변
- 국도 제39호선

## 역사
- 1960년 5월 2일 : 일본국유철도의 도운 가승강장으로서 개업. 여객 취급만.
- 1987년 4월 1일 : 일본국유철도 분할 민영화에 의해, 홋카이도 여객철도가 승계. 동시에 역으로 승격.
- 1990년 3월 10일 : 영업 거리 설정.
- 2021년 3월 13일：이용자 감소에 따라 폐지.

## 인접 역
| 세키호쿠 본선                  | 세키호쿠 본선   | 세키호쿠 본선              |
| ------------------------------ | --------------- | -------------------------- |
| 안타로마 A41 신아사히카와 방면 | ■ 세키호쿠 본선 | 가미카와 A43 아바시리 방면 |